# 特別編 響け!ユーフォニアム〜アンサンブルコンテスト〜
『特別編 響け！ユーフォニアム〜アンサンブルコンテスト〜』（とくべつへん ひびけユーフォニアム アンサンブルコンテスト）は、2023年8月4日に公開された日本の中編アニメーション映画。武田綾乃による小説シリーズ『響け！ユーフォニアム』の短編集『響け！ユーフォニアム 北宇治高校吹奏楽部のホントの話』が原作となっており、2015年より放送されているテレビアニメシリーズの完全新作劇場作品である。テレビアニメシリーズに引き続き、制作は京都アニメーション、監督は石原立也が担当している。
2019年公開の映画『劇場版 響け！ユーフォニアム〜誓いのフィナーレ〜』から続く物語となっており、新部長となった主人公・黄前久美子がアンサンブルコンテストに向けて奮闘する姿が描かれる。前作とともに「久美子2年生編」と呼称されている。本来はOVA作品として企画されていた作品であり、公開時には上映劇場にて「劇場先行限定版Blu-ray」の販売も行われた。
本作は京都アニメーション放火殺人事件発生後、初のシリーズ新作である。同事件ではキャラクターデザイン・総作画監督の池田晶子や楽器設定・楽器作画監督の髙橋博行など本シリーズの主要スタッフも犠牲となっているが、2名とも引き続きスタッフとしてクレジットされている。

## 沿革
2022年6月4日 - 宇治市文化センターで開催された「『響け！ユーフォニアム』6回目だよ！宇治でお祭りフェスティバル」にて本作の制作が発表される。
2022年12月27日 - ティザービジュアルおよび第1弾PVが公開され、2023年夏公開予定であることが発表される。
2023年4月7日 - 今作の予告が公開され、2023年8月4日公開予定であることが発表される。
2023年8月4日 - 全国74館にて公開。

## あらすじ
新部長となった黄前久美子率いる北宇治高校吹奏楽部は、文化祭での演奏を無事に終え、12月に行われるアンサンブルコンテストに向けて動き出していた。アンサンブルコンテストとは3人以上8人以下の少人数編成による演奏を競う大会であり、久美子たちは部の代表となるメンバーを決める必要があった。部員全員が関わってほしいという滝の願いや、ドラムメジャーとなった高坂麗奈、副部長となった塚本秀一の意見も聞き入れたうえで、久美子は演奏会形式のオーディションを開き、投票を「部内投票」「一般投票」の2つに分け、結果が分かれた場合は「部内投票」の結果を優先することに決める。
奏を始めとした部員たちは続々とチームが決まっていく一方で、久美子には一向に声がかからなかった。ようやく麗奈に誘われたものの、悶々とした感情を抱えていた。久美子が入ると決まってからは続々と他のメンバーも決まり、最終的に麗奈、久美子、秀一、葉月に加え、2年生のパーカッション担当井上順菜と釜屋つばめ、2年生のホルン担当森本美千代、1年生のトランペット担当小日向夢の8人で、管打八重奏を行うこととなる。練習が始まってしばらく経ち、久美子は自分が誘われるのが遅かった理由を麗奈に問うと、誘うなら久美子と決めていた、断られたらと思うと怖かったと明かされる。久美子は機嫌を直すが、来年もし自分より上手い人が入ったら、自分は麗奈に選んで貰えるのだろうかとほんの少し不安になる。
今回のオーディションでは部員たちに自由にチームを組ませていたため、数人の部員がチームを組めずにあぶれてしまい、久美子はその子達の対処に頭を悩ませていた。そんな中、推薦入学という形で大学受験を終えた優子たちが部室を訪れ、優子、夏紀、希美の3人がサポートメンバーとなり、あぶれてしまった子らとチームを組むことが決まる。
練習が進むにつれ、コンクール参加経験のないつばめ、葉月の技術不足が目立つようになり、特につばめは自信を無くし始めているようだった。久美子は休日に3人だけの練習を行い、それぞれに的確なアドバイスを行う。元から技術力は高く、その上で自信が生まれたつばめの演奏は劇的に変化し、その変化は葉月の演奏にも良い影響を与える。
オーディションでは、久美子たちのチームは一般投票では1位を取ったものの、部内投票では票を得られず、アンサンブルコンテストに出ることは叶わなかった。数日後、代表となったチームが関西大会への出場を決めたという知らせを聞き悔しさを滲ませるが、気持ちを切り替え、来年の全国大会金賞への決意を新たにする。

## キャスト
出典 - 
- 黄前久美子 - 黒沢ともよ
- 加藤 葉月 - 朝井彩加
- 川島緑輝 - 豊田萌絵
- 高坂麗奈 - 安済知佳
- 塚本秀一 - 石谷春貴
- 釜屋つばめ - 大橋彩香
- 久石奏 - 雨宮天
- 鈴木美玲 - 七瀬彩夏
- 鈴木さつき - 久野美咲
- 剣崎梨々花 - 杉浦しおり
- 中川夏紀 - 藤村鼓乃美
- 吉川優子 - 山岡ゆり
- 鎧塚みぞれ - 種崎敦美
- 傘木希美 - 東山奈央
- 滝昇 - 櫻井孝宏

## スタッフ
出典 - 
- 原作 - 武田綾乃（宝島社文庫『響け！ ユーフォニアム 北宇治高校吹奏楽部のホントの話』）
- 監督 - 石原立也
- 副監督 - 小川太一
- 脚本 - 花田十輝
- キャラクターデザイン - 池田晶子
- 総作画監督 - 池田和美
- 楽器設定 - 髙橋博行
- 楽器作画監督 - 太田稔
- 美術監督 - 篠原睦雄
- 3D美術 - 鵜ノ口穣二
- 色彩設計 - 竹田明代
- 撮影監督 - 髙尾一也
- 3D監督 - 冨板紀宏
- 音響監督 - 鶴岡陽太
- 音楽 - 松田彬人
- 音楽制作 - ランティス、ハートカンパニー
- 音楽協力 - 洗足学園音楽大学
- 演奏協力 - プログレッシブ！ウインド・オーケストラ
- 吹奏楽監修 - 大和田雅洋
- アニメーション制作 - 京都アニメーション
- 製作 - 『響け！』製作委員会
- 配給 - 松竹ODS事業室

## 製作

### 企画・演出
本作は第3期に向けたOVA作品として企画された。数ある原作の短編エピソードの中で「アンサンブルコンテスト」が選ばれた理由について、副監督を務めた小川太一は、時系列的に前作『誓いのフィナーレ』の直後であること、また部長となった久美子にとっての最初の大仕事であり、視聴者にも制作陣にも美味しい時期の話であることを挙げている。本作の企画自体は2021年に発売されたドラマCD 『5th Anniversary Disc 〜きらめきパッセージ〜』の制作時から動き出しており、ドラマCDに収録するエピソードを選定する中で、本作の原作となったエピソードは早くから「映像でやった方が良い」と話し合われていた。
監督はテレビシリーズおよび『誓いのフィナーレ』に引き続き、石原が務めた。副監督を務めた小川は石原の補佐や、アイデア出しを行った。また絵コンテは石原と小川が共同で担当したが、演出に小川は関わっておらず、全体を見渡して第3期に向けたキャラクターのバランス感の調整を行ったという。
小川と石原は本作の大きな点は久美子が部長になったことだと語っており、一部員だったときには気にしていなかった部内政治を考えるようになり、部員一人一人としっかり関わっていくさまが描かれる話だと語っている。
脚本を務めた花田十輝は、今作を北宇治高校吹奏楽部のこれまでとこれからを見せる物語と位置付け、限られた尺の中で1年生と3年生にも出番を作ることを意識した。また久美子と麗奈の関係性も本作の大きな見どころとなっており、かねてより親友とも恋人ともつかない複雑な関係であった彼女らの関係が、本作でさらに変化してきていることを表現したと花田は語っている。

### 作画
本作の総作画監督は、長年シリーズを担当してきた池田晶子に変わり、新たに池田和美が務めた。池田和美は『中二病でも恋がしたい！』や『CLANNAD』のキャラクターデザインなどで知られており、テレビシリーズにも作画監督や原画として参加していた。制作的には前作より4年経っているが、作中ではほんの数ヶ月しか経っていないため、キャラクター設計は前作『誓いのフィナーレ』を踏襲し、細かいところは時代の流れに合わせて変更されている。また、本作よりメインキャラクターとして登場する釜屋つばめの設定は、前作まではパーカッションパート一同としての設定しかなかったため、池田和美によって今回新たに描き起こされた。池田和美は麗奈の表情が一番難しかったと語っており、石原と小川による指摘も多かったという。
楽器作画監督は、長年シリーズを担当してきた髙橋博行に変わり、新たに太田稔が担当した。太田は楽器の「キラキラ感」を、前作までの概念的な美しさから写実的なものに変更し、楽器に物や人が映り込んでできた線やハイライトをリアルに描くことを意識したという。ファーストカットであるカット001で描かれたユーフォニアムは、本作およびテレビシリーズ第3期の方向性を決めるうえでも重要であったことから何度も描き直され、最終的に6色から7色使われている。
本作の演奏シーンでは、つばめの演奏するマリンバが大きな見どころの一つとなっている。マリンバの演奏シーンは1コマ打ちと呼ばれる、秒間24コマのフルアニメーションで描かれており、さらにロトスコープではなく、すべてトレースなしの手描きアニメーションとなっている。また、マリンバを内側から映すシーンでは精巧な3DCGモデルを必要としていたため、実際のマリンバを分解し、取材を行った。

### 音楽
音楽はテレビシリーズおよび『誓いのフィナーレ』に引き続き松田彬人が担当した。
久美子たちが管打八重奏で演奏した「フロントライン〜青春の響き〜」は、オーディションにて一般投票1位となった曲ということで、「一般の人たちがパッと聞いて『あ、明るくてかっこいい曲だね』みたいな感想を抱くキャッチーさ」を目指して作曲された。また、わかりやすさを演出するために歌物のような構成となっており、Bメロやサビが存在する。
劇伴については、音響監督の鶴岡陽太より、3年生に向けてさらに成長していく久美子たちを表現するため、これまでとは一転した新しい音楽というオーダーが行われた。また、鶴岡より渡されたメニュー表には詩的な一言しかなく、打ち合わせにおいても「松田くんの解釈で自由にやってください」と言われるのみであり、松田は非常に苦労したという。作曲時には、久美子がつばめにアドバイスするシーンで流れる「アンサンブルの息づかい」、久美子とつばめがマリンバを運ぶシーンで流れる「ステップをひとつ越えて」を本作のキーとなる楽曲に設定し、作業自体は「馴れない舞台」から順に行われた。特に「アンサンブルの息づかい」は奇をてらった楽曲となっており、曲自体は4拍子でありながら、ファーストヴァイオリンは4分音符5個で1小節、セカンドヴァイオリンは8分音符5個で1小節といったように、それぞれ別の時間軸で演奏されている。

### 演技
高坂麗奈役の安済知佳は、シリーズ開始から7､8年を経ち、様々な経験を積んだうえで、再び高校2年の麗奈を演じられるか不安があったと語っている。一方、黄前久美子役の黒沢ともよは、アニメの収録以外にもナレーションやドラマCDなどで久美子を演じていたため、あまり不安や苦労はなかったという。鶴岡は始めに「商業の作品作りで、こんな風に2.5期的な話をしっかり作れる機会は、滅多にないので。この恩恵を存分に享受して、みんなでいっぱい試行錯誤して『久美子3年生編』に向かおう」と二人に声をかけ、実際に安済は本作を経て第3期への不安はなくなったという。
本作よりメインキャラクターとして登場する釜屋つばめは大橋彩香が演じた。大橋は自身もドラマーとして活動しており、パーカッション担当のつばめには親近感が湧いていたという。

## 主題歌
「アンサンブル」
TRUEによる主題歌。作詞は唐沢美帆。作曲・編曲は渡辺拓也。
TRUEは本作のテーマを「『誰かと一緒に音楽を奏でる』とか、『誰かとなにかを成し遂げる』という喜び」と語っている。作曲・編曲はTRUEの希望により、第2期主題歌「サウンドスケープ」でもタッグを組んだ渡辺拓也が担当した。リテイクは一度もなく、一発OKであったという。本楽曲の制作にあたり、監督の石原とは何度もディスカッションが行われ、アカペラから始まる展開や、ストリングス主体の編曲は石原のアイデアであった。

## 封切り
2023年8月4日より全国74館で公開された。公開3日間の週末映画動員ランキング（興行通信社調べ）では7位を獲得し、Filmarksが算出した「8月第1週公開映画の初日満足度ランキング」では1位を獲得した。9月11日には興行収入が4.2億円を突破し、シリーズ最高興行収入を達成した。
日本国外では、韓国で行われた「富川国際アニメーション映画祭」にて10月21日、22日の2日間にわたって上映された。この上映会では、監督の石原立也、プロデューサーの瀬波里梨、同じくプロデューサーの鎗水善史が登壇した。また、タイでは11月16日にファン向けの上映会が行われ、11月30日からは通常上映が行われた。

## 評価

### 売上
本作のBlu-ray特装版の初週売上は6282枚を記録し、週間Blu-rayランキング（ORICON調べ）では14位を獲得した。

### 批評
『映像表現革命時代の映画論』などの著作がある映画ライターの杉本穂高は、シネマズプラスのレビューにて本作を「演出に派手さはないですが、全編に渡りハイレベルなアニメ芝居が堪能できる上に音楽も素晴らしく、物語の構成も抜群。57分で濃密なドラマを味わえる傑作」と評している。特に随所に加えられた脚本のアレンジを評価しており、例えば麗奈が久美子を自身のチームに誘うシーンは、原作では葉月と緑輝を含めた4人でいるときに起きる出来事だが、本作では麗奈と久美子の2人きりのシーンに変更されており、これによって2人の関係の特別感が強調され、互いの思いがより強く感じられると述べている。また、キャラクターが会話しているシーンでは必ず細かい芝居が追加されており、徹底した京都アニメーションの演出力により、登場キャラクターが多くても誰ひとり埋もれずにきちんと印象に残っていると述べている。
ブログ『物語る亀』の運営者であり、映画ライターでもある井中カエルは、リアルサウンドのレビューにて本作を、第3期に向けての助走であり、チューニングを合わせるような作品であると語っており、久美子がつばめにアドバイスを送り成長を促すシーンは、部長ととしての新たな才能の芽生えが感じられ、第3期や卒業後の進路への影響を想起させると述べている。また、京都アニメーションらしい卓越した映像表現も健在で、近年の京都アニメーション作品に見られる団体で何かを生み出す楽しみと苦悩の描写は更に濃くなっていると評し、新たな体制でのスタートを切った制作陣の気概が感じられると述べている。

## Blu-ray / DVD
本作のBlu-rayおよびDVDは以下の4形態が発売された。いずれも発売元は京都アニメーション・『響け！』製作委員会、販売元はポニーキャニオン。
劇場先行限定版Blu-ray
2023年8月4日より上映劇場にて販売された。特典として、石原立也と池田和美による描き下ろしイラストカードや、入場者特典「原作・武田綾乃 書き下ろし短編小説」小冊子表紙の線画イラストカードが付属した。

コンテ集付き特装版Blu-ray
2023年12月20日より数量限定で発売。石原立也と小川太一による絵コンテが付属する。収録内容は通常版Blu-ray・DVDと共通。

通常版Blu-ray・DVD
2023年12月20日発売。映像特典として、初日舞台挨拶の模様や各種PVなどが収録された。また音声特典として石原立也、小川太一、田中敦子、池田和美らによるスタッフコメンタリーや、黒沢ともよ、安済知佳、大橋彩香らによるキャストコメンタリーが収録された。

## サウンドトラック
『Catch Your Name』は松田彬人による本作のサウンドトラック。2023年8月4日、バンダイナムコミュージックライブより発売。Disc1には本作の劇伴が、Disc2には2021年に発売されたドラマCD『5th Anniversary Disc 〜きらめきパッケージ〜』の劇中曲が、Disc3には過去作の劇伴の吹奏楽アレンジが収録されている。吹奏楽アレンジは、吹奏楽コンサートで演奏することを想定した編曲になっている。劇場およびA-on STORE限定商品として、LPサイズジャケット盤も発売された。週間アルバムランキング（ORICON調べ）では32位を獲得した。
| 出典      |                                  |           |                                    |                                        |       |
| #         | タイトル                         | 作詞      | 作曲                               | 編曲                                   | 時間  |
| 1.        | 「馴れない舞台」                 |           | 松田彬人                           | 松田彬人                               | 01:44 |
| 2.        | 「ゆれる心棒」                   |           | 松田彬人                           | 松田彬人                               | 02:31 |
| 3.        | 「泣いてるの？」                 |           | 松田彬人                           | 松田彬人                               | 01:33 |
| 4.        | 「ささやかな自覚」               |           | 松田彬人                           | 松田彬人                               | 02:19 |
| 5.        | 「コンテストに向けて」           |           | 松田彬人                           | 松田彬人                               | 02:19 |
| 6.        | 「たゆたう歩み」                 |           | 松田彬人                           | 松田彬人                               | 02:26 |
| 7.        | 「一番がいいでしょ」             |           | 松田彬人                           | 松田彬人                               | 02:11 |
| 8.        | 「懐かしいやりとり」             |           | 松田彬人                           | 松田彬人                               | 01:53 |
| 9.        | 「アンサンブルの息づかい」       |           | 松田彬人                           | 松田彬人                               | 02:12 |
| 10.       | 「ステップを一つ越えて」         |           | 松田彬人                           | 松田彬人                               | 02:28 |
| 11.       | 「オーメンズ・オブ・ラブ」       |           | 和泉宏隆                           | 真島俊夫                               | 04:18 |
| 12.       | 「フロントライン〜青春の響き〜」 |           | 松田彬人                           | 松田彬人                               | 04:16 |
| 13.       | 「メヌエット」                   |           | ルイヴィヒ・ヴァン・ベートーヴェン | プログレッシブ！ウインド・オーケストラ | 02:33 |
| 14.       | 「フラワー・クラウン」           |           | 和田直也                           | 和田直也                               | 04:44 |
| 合計時間: | 合計時間:                        | 合計時間: | 合計時間:                          | 37:27                                  |       |

| 出典      |                            |           |                        |       |
| #         | タイトル                   | 作詞      | 作曲                   | 時間  |
| 1.        | 「アルヴァマー序曲」       |           | ジェイムズ・バーンズ   | 07:11 |
| 2.        | 「トランペット吹きの休日」 |           | ルロイ・アンダーソン   | 02:41 |
| 3.        | 「ノアの方舟」             |           | ベルト・アッペルモント | 11:04 |
| 合計時間: | 合計時間:                  | 合計時間: | 20:56                  |       |

| 全作曲・編曲: 松田彬人。出典 |                                                                                     |       |            |       |
| #                            | タイトル                                                                            | 作詞  | 作曲・編曲 | 時間  |
| 1.                           | 「始まりの旋律 (Wind Orchestra Ver.)」                                              |       | 松田彬人   | 03:53 |
| 2.                           | 「日常 〜「新天地」「純心」より〜 (Wind Orchestra Ver.)」                           |       | 松田彬人   | 04:05 |
| 3.                           | 「一途な瞳 (Wind Orchestra Ver.)」                                                  |       | 松田彬人   | 03:51 |
| 4.                           | 「コンクール 〜「微かな心」「青春の苦悩」「重なる心」より〜 (Wind Orchestra Ver.)」 |       | 松田彬人   | 05:07 |
| 5.                           | 「意識の萌芽 (Wind Orchestra Ver.)」                                                |       | 松田彬人   | 02:25 |
| 6.                           | 「そこに兆しは存在する (Wind Orchestra Ver.)」                                      |       | 松田彬人   | 01:51 |
| 7.                           | 「テーマ 〜「運命の流れ」「去来する思い」より〜 (Wind Orchestra Ver.)」             |       | 松田彬人   | 04:13 |
| 合計時間:                    | 合計時間:                                                                           | 25:25 |            |       |

## 放送
| 回数 | 放送日時                           | 放送局             | 視聴率（ビデオリサーチ） | 備考                          |
| ---- | ---------------------------------- | ------------------ | ------------------------ | ----------------------------- |
| 1    | 2024年06月09日 18時00分 - 19時00分 | WOWOWシネマ        |                          | テレビ初放送 リピート放送あり |
| 2    | 2025年02月24日 15時15分 - 16時20分 | キッズステーション |                          | リピート放送あり              |

## イベント

### 舞台挨拶
2023年8月12日から8月20日まで、キャスト・スタッフによる舞台挨拶が行われた。実施日、出演者、実施劇場は以下の通り。
| 日時          | 場所                         | 出演者                                                           | 備考                 | 出典   |
| ------------- | ---------------------------- | ---------------------------------------------------------------- | -------------------- | ------ |
| 2023年 8月4日 | 新宿ピカデリー               | 石原立也 黒沢ともよ 朝井彩加 豊田萌絵 安済知佳 石谷春貴 大橋彩香 | 初日舞台挨拶         | [ 43 ] |
| 8月5日        | 新宿ピカデリー               | 武田綾乃 石原立也 小川太一                                       |                      | [ 43 ] |
| 8月6日        | MOVIX京都                    | 石原立也 黒沢ともよ 朝井彩加 豊田萌絵 安済知佳                   |                      | [ 43 ] |
| 8月6日        | なんばパークスシネマ         | 石原立也 黒沢ともよ 朝井彩加 豊田萌絵 安済知佳                   |                      | [ 43 ] |
| 8月6日        | 大阪ステーションシティシネマ | 石原立也 黒沢ともよ 朝井彩加 豊田萌絵 安済知佳                   |                      | [ 43 ] |
| 8月12日       | MOVIXさいたま                | 黒沢ともよ 朝井彩加 豊田萌絵 安済知佳                            |                      | [ 43 ] |
| 8月13日       | 川崎チネチッタ               | 石原立也 黒沢ともよ 安済知佳 石谷春貴                            |                      | [ 43 ] |
| 8月13日       | 横浜ブルク13                 | 石原立也 黒沢ともよ 安済知佳 石谷春貴                            |                      | [ 43 ] |
| 8月19日       | 新宿ピカデリー               | 黒沢ともよ 雨宮天 久野美咲 七瀬彩夏                              | 大ヒット御礼舞台挨拶 | [ 44 ] |
| 8月20日       | 新宿ピカデリー               | 東山奈央 種崎敦美 山岡ゆり 藤村鼓乃美                            | 3年生チーム舞台挨拶  | [ 45 ] |

### スタッフトーク付き上映
2023年8月19日から31日にかけて、スタッフトーク付き上映が行われた。実施日、出演者、実施劇場は以下の通り。
| 日時           | 場所           | 出演者                              | 出典   |
| -------------- | -------------- | ----------------------------------- | ------ |
| 2023年 7月28日 | 新宿ピカデリー | TRUE 黒沢ともよ 斎藤滋 鳥越濯       | [ 45 ] |
| 8月22日        | MOVIX京都      | 石原立也 小川太一 太田稔 竹田明代   | [ 46 ] |
| 8月26日        | 新宿ピカデリー | 石原立也 小川太一 斎藤滋 鳥越濯     | [ 46 ] |
| 8月31日        | MOVIX京都      | 石原立也 小川太一 池田和美 高尾一也 | [ 46 ] |

### アンサンブルコンサート付き上映
2023年9月30日には新宿ピカデリーにて、10月30日にはMOVIX京都にてアンサンブルコンサート付きの上映会が行われた。演奏者はそれぞれ、川崎市立橘高等学校吹奏楽部、京都府立京都すばる高等学校吹奏楽部。

## タイアップ
ニコニコ生放送
本作の上映を記念し、5月20日より本シリーズの劇場4作品が順次無料配信された。

エースコック
6月26日から7月17日にかけて、エースコックの公式Twitterにて本作の応援キャンペーンが行われ、楽器の収納ケースを模したオリジナルボックスにエースコックの商品が詰め合わされたオリジナルグッズが抽選で当たるキャンペーンなどが行われた。

ヤマハ
2023年8月4日から9月11日にかけて、全国7ヶ所のヤマハの楽器店にて本作の企画展示が行われたほか、8月2日にはヤマハ銀座コンサートビルにて本作の見所を語る生放送が行われ、黒沢ともよ、朝井彩加、豊田萌絵、安済知佳が出演した。

東海旅客鉄道
2023年7月21日から8月31日にかけて本作とのコラボ企画が行われ、本作のイラストがあしらわれた京都タワー入場券と京阪電車京都1日観光チケットの販売や、描き下ろしデザインを使用したクリアファイルの配布などが行われた。

ラウンドワン
2023年8月1日から10月29日にかけて本作とのコラボイベントが行われ、コラボメニューの販売やカラオケコラボルームの設置が行われた。

京都府赤十字血液センター
2023年8月4日から9月30日にかけて本作とのコラボ企画「響け！献血！」が行われ、期間中に京都府内の献血会場にて献血を行うと、希望者に本作のコラボポスターが贈られた。